# Cratere Bullialdus

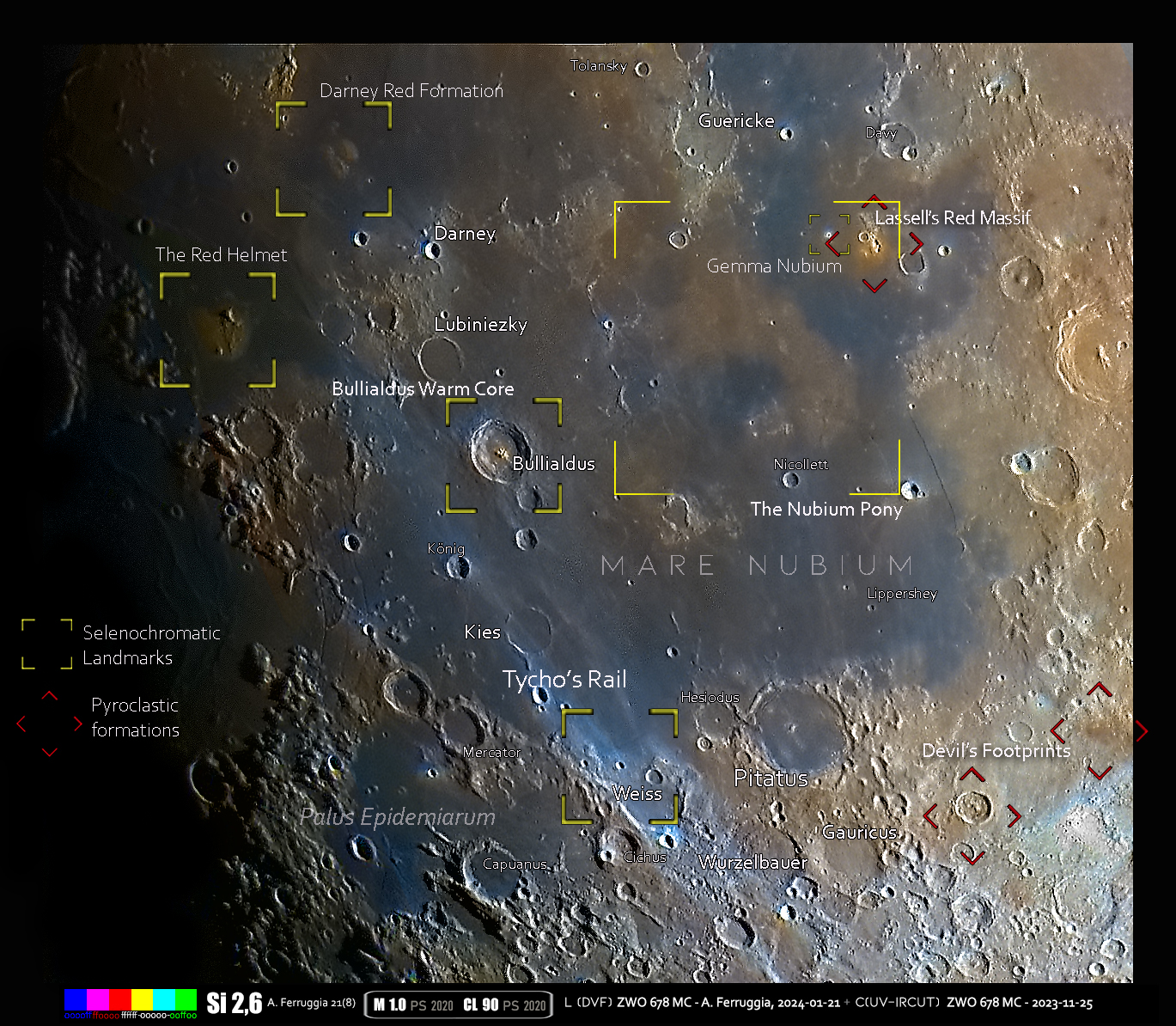
Immagine dell'area del cratere in formato selenocromatico

Bullialdus è un cratere lunare di 60,72 km situato nella parte sud-occidentale della faccia visibile della Luna nella parte occidentale del Mare Nubium.
La collocazione relativamente isolata di questo cratere ne rende agevole l'individuazione nell'osservazione, facilitata anche dalla conformazione in apparenza poligonale.
Il cratere è dedicato all'astronomo e sacerdote francese Ismael Bullialdus.

## Crateri correlati
Alcuni crateri minori situati in prossimità di Bullialdus sono convenzionalmente identificati, sulle mappe lunari, attraverso una lettera associata al nome.
| Bullialdus | Coordinate            | Diametro (in km) |
| ---------- | --------------------- | ---------------- |
| A          | 22°12′36″S 21°34′12″W | 25,48            |
| B          | 23°27′36″S 21°57′36″W | 21,27            |
| E          | 21°44′24″S 24°01′48″W | 3,91             |
| F          | 22°30′36″S 24°54′36″W | 5,9              |
| G          | 23°16′12″S 23°42′00″W | 3,4              |
| H          | 22°45′00″S 19°21′36″W | 4,38             |
| K          | 21°46′48″S 25°41′24″W | 12,01            |
| L          | 20°13′48″S 24°27′36″W | 3,59             |
| R          | 20°13′48″S 19°50′24″W | 16,82            |
| Y          | 18°34′48″S 19°10′48″W | 3,23             |